# Kaszba

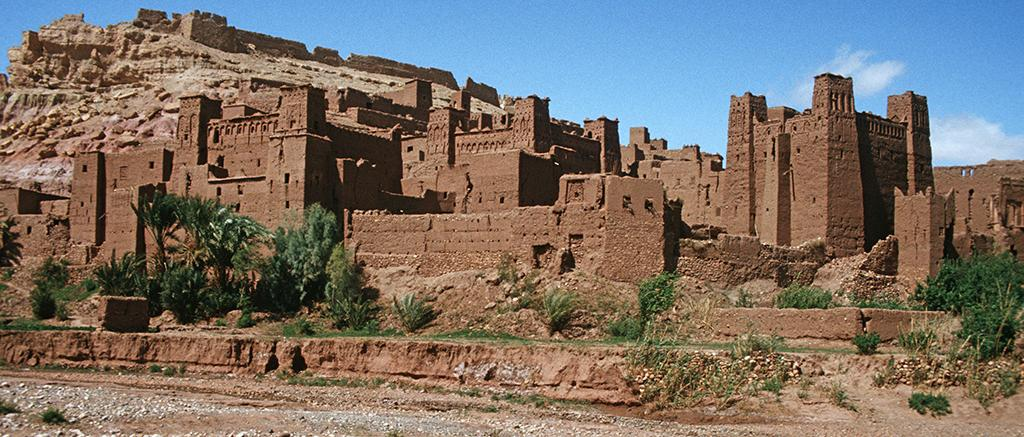
Aït Benhaddou kaszbája, Marokkó, Magas-Atlasz

A kaszba (arabul: قَـصَـبَـة  [qasˤaba] vagy [ qasˤba], ejtsd kb. kaszaba vagy kaszbah, jelentése „erődítmény, citadella, fellegvár”, angolos formában kasbah  [ ˈkæzbɑː ]), az arab világban elterjedt négytornyú agyagerődítmény. A legkorábbi kaszbák a 11. században épültek.
Szerkezetileg többnyire négytornyú, többszintes épület, amely csak kisszámú és lőrésszerű, kis méretű ablakokat nyit a világra. Négyzet alakú, átriumos szerkezetű középpontját négy, az épület síkjából negyed-ötödrészben kiemelkedő tornyok védik és díszítik, melyek felső szintjeiből lőrések nyílnak. A központi rész egyszobányi szélességben négyzetes gyűrűt képez és körbejárható, a belső átrium is 2-3 szintig fedett, majd csak efelett lesz belőle nyitott udvar, mely az épület külső gyűrűje feletti kerengőről is látható. A kimondottan védelmi célokat szolgáló tornyok még magasabbra nyúlnak, akár 5-6 emeletnyi magasságba is. A lépcsőket, melyek a különböző szintekre vezetnek, szintén a tornyokban találjuk. A különböző szinteken különítik el a különböző funkciókat, konyha, éléstár, mosdás, hálószobák. Egy-egy kaszbában akár több család is él, bár több esetben csak egy, kis létszámú família éli hétköznapjait a sok száz éves falak között.
Karvastagságú faágakból szerkesztett váz, vesszőfonat és az erre tapasztott, kavicsokkal és szalmával kevert agyag az egyik fajta szerkezeti elem, a másik pedig a nagyméretű, kb 20×20×30 cm-es, ugyanilyen összetételű vályogtégla. Ezek kombinációjából állnak össze a falak, melyeket 20-30 centiméteres fagerendákból és faágakkal-vesszőfonattal-agyaggal tömített födémmel zárnak le szintenként. Sima, szalmával kevert vakolattal borítják az egész épületet, amelyebe aztán geometrikus díszítéseket és ugyancsak geometrikus betűkből, jelekből álló berber szövegeket vésnek. A falak tetejét és a tetőszerkezetet sűrű, a fal síkján 5-10 centiméternyire túlnyúló egy-két soros nádréteggel borítják, amire aztán 5–15 cm-es vastagságban agyag-kavics-szalma keveréket hordanak fel.

## Ismertebb kaszbák
- Udájja-kaszba(wd): 12. századi erődítmény Rabatban (Marokkó), az Unesco-világörökség része
- Az algíri Kaszba: Algír fallal körülvett óvárosa (Algéria)
- A tuniszi kaszba(wd): Tunisz kormányzati negyede, a város egykori erődje (Tunézia)